# Mari Yaguchi
Mari Yaguchi (矢口 真里, Yaguchi Mari, née le 20 janvier 1983 à Kanagawa, Japon) est une ex-idole japonaise du Hello! Project, ex-membre des populaires groupes Morning Musume et Mini Moni, chanteuse, actrice, modèle, animatrice d'émissions de radio et télévision, remarquée entre autres pour sa petite taille de 1,45 mètre.

## Biographie
Elle débute en 1998 avec le groupe de J-pop Morning Musume, intégrée avec la « seconde génération » après une audition télévisée, et participe également en parallèle aux « sous-groupes » Tanpopo à partir de 1998, puis au populaire Mini Moni qu'elle crée elle-même en 2000 en direction d'un public enfantin. Elle quitte ces sous-groupes fin 2002 pour former le groupe ZYX avec cinq jeunes idoles du Hello! Project Kids, toujours dans le cadre du Hello Project de son producteur Tsunku, le temps de deux singles. En 2005, elle est photographiée par un journal à scandale en compagnie d'un petit ami, l'acteur Shun Oguri ; cette liaison étant incompatible avec une activité d'idol dévouée à ses seuls fans, elle démissionne donc brutalement de Morning Musume dont elle était un des piliers depuis huit ans, en pleine promotion du single Osaka Koi no Uta, et une vidéo d'excuses de sa part est projetée lors des apparitions promotionnelles du groupe.
Elle arrête également de chanter et d'apparaitre dans les spectacles et émissions du Hello Project, mais poursuit depuis une carrière d'actrice et animatrice à la télévision. Elle est notamment l'héroïne de la série télévisée Sentō no Musume! en 2006, et présente le show Yaguchi-Hitori Maru C. En mars 2009, 4 ans après son dernier disque avec les Morning Musume, elle sort son premier single en solo, dans le cadre de l'émission TV Quiz Hexagon II dont elle est une participante régulière. Son départ du H!P a lieu le 31 mars 2009, avec les autres anciennes du Elder Club. Elle continue désormais sa carrière au sein de la maison mère Up-Front et du M-line club.
Son émission Yaguchi Hitori Maru C s'arrète en 2009 après cinq années d'existence, remplacée par  la nouvelle émission How to Monkey Baby! toujours avec le duo Yaguchi & Hitori. Elle sort un deuxième single en janvier 2010, sous le nom Yaguchi Mari with Straw Hat, toujours avec l'équipe de Quiz Hexagon, qui sert de générique à la populaire série anime One Piece dont elle est une fan déclarée. Elle forme en 2011 le groupe Dream Morning Musume avec ses anciennes collègues de Morning Musume.
Le 22 mai 2011, elle épouse à 28 ans l'acteur Masaya Nakamura, 25 ans, qui mesure 1,92 mètre, soit près de 50 cm de plus qu'elle. Le couple se fréquentait depuis un an ; le mariage initialement prévu pour mars avait été repoussé à la suite du séisme de Tohoku.
Mais deux ans plus tard, en mai 2013, le magazine Shukan Josei révèle que le couple vit séparé depuis quatre mois, son mari ayant surpris Mari Yaguchi avec un autre homme, le modèle Kenzo Umeda, dans le lit conjugal, en février précédent ; le couple aurait gardé le silence pour tenter d'éviter le divorce. Aucun démenti n'est apporté, et quelques jours après la révélation, Yaguchi fait des excuses publiques pour sa conduite et quitte les émissions qu'elle animait, officiellement pour un problème de santé. Le couple divorce finalement le 30 mai.
Après une pause d'un an, elle reprend ses activités fin 2014. En mars 2015, elle forme avec deux autres ex-Morning Musume le groupe promotionnel Datsumo Musume pour une chaine de salons de beauté, mais quitte la formation le 22 juin suivant.

## Groupes

### Au sein de Hello! Project
- Morning Musume (1998-2005)
- Tanpopo (1998-2002)
- Minimoni (2000-2003)
- Aoiro 7 (2000)
- 7nin Matsuri (2001)
- Sexy 8 (2002)
- Morning Musume Sakura Gumi (2003-2004)
- ZYX (2003)
- ROMANS (2003)
- 11WATER (2003)
- H.P. All Stars (2004)
- Hello! Project Akagumi (2005)

### Autres
- Morning Musume OG (2010)
- Afternoon Musume (2010)
- Ganbarō Nippon Ai wa Katsu Singers (2011)
- Dream Morning Musume (2011-2012)
- Datsumo Musume (2015)

## Discographie

### En solo
Singles
- 26 mars 2009 : Seishun Boku (青春 僕) (couplé avec Seishun Ore - 青春 俺 - par le groupe  Airband  formé pour l'émission Quiz Hexagon)
- 13 janvier 2010 : Kaze wo Sagashite (風をさがして) (sous le nom Yaguchi Mari to Straw Hat, 12e thème de l'anime One Piece)

### Avec Morning Musume
Singles
- 27 mai 1998 : Summer Night Town (+ réédition de 2005)
- 9 septembre 1998 : Daite Hold On Me! (+ réédition de 2005)
- 10 février 1999 : Memory Seishun no Hikari (+ réédition de 2005)
- 12 mai 1999 : Manatsu no Kōsen (+ réédition de 2005)
- 14 juillet 1999 : Furusato (+ réédition de 2005)
- 9 septembre 1999 : Love Machine (+ réédition de 2005)
- 26 janvier 2000 : Koi no Dance Site (+ réédition de 2005)
- 17 mai 2000 : Happy Summer Wedding
- 6 septembre 2000 : I Wish
- 13 décembre 2000 : Renai Revolution 21
- 25 juillet 2001 : The Peace!
- 31 octobre 2001 : Mr. Moonlight ~Ai no Big Band~
- 20 février 2002 : Sōda! We're Alive
- 24 juillet 2002 : Do it! Now
- 30 octobre 2002 : Koko ni Iruzee!
- 19 février 2003 : Morning Musume no Hyokkori Hyōtanjima
- 23 avril 2003 : As For One Day
- 30 juillet 2003 : Shabondama
- 6 novembre 2003 : Go Girl ~Koi no Victory~
- 21 janvier 2004 : Ai Araba It's All Right
- 12 mai 2004 : Roman ~My Dear Boy~
- 22 juillet 2004 : Joshi Kashimashi Monogatari
- 3 novembre 2004 : Namida ga Tomaranai Hōkago
- 19 janvier 2005 : The Manpower!
- 27 avril 2005 : Osaka Koi no Uta

Albums
- 8 juillet 1998 :  First Time
- 30 septembre 1998 :  Morning Cop - Daite Hold On Me!  (mini album)
- 28 juillet 1999 :  Second Morning
- 29 mars 2000 :  3rd -Love Paradise-
- 31 janvier 2001 :  Best! Morning Musume 1
- 27 mars 2002 :  4th Ikimasshoi!
- 26 mars 2003 :  No.5
- 31 mars 2004 :  Best! Morning Musume 2
- 8 décembre 2004 :  Ai no Dai 6 Kan

Mini-Album
- 27 février 2018 : Hatachi no Morning Musume (Morning Musume 20th)

(+ compilations du groupe)

### Avec Tanpopo
Singles
- 18 novembre 1998 : Last Kiss
- 10 mars 1999 : Motto
- 16 juin 1999 : Tanpopo
- 20 octobre 1999 : Seinaru Kane ga Hibiku Yoru
- 5 juillet 2000 : Otome Pasta ni Kandō
- 21 février 2001 : Koi wo Shichaimashita!
- 21 novembre 2001 : Ōjisama to Yuki no Yoru

Albums
- 31 mars 1999 :  Tanpopo 1
- 4 septembre 2002 : All of Tanpopo

(+ compilations du groupe)

### Avec Mini Moni
Singles
- 2001-01-17 : Mini Moni Jankenpyon! / Haru Natsu Aki Fuyu Daisukki!
- 2001-09-12 : Mini Moni Telephone! Rin Rin Rin / Mini Moni Bus Guide
- 2001-12-05 : Mini Hams no Ai no Uta (en tant que Mini Hams)
- 2002-01-30 : Mini Moni Hina Matsuri! / Mini Strawberry Pie
- 2002-04-24 : Ai~n Taisō / Ai~n! Dance no Uta (en tant que Baka Tono Sama to Mini Moni Hime)
- 2002-11-27 : Genki Jirushi no Ōmori Song / Okashi Tsukutte Okkasuii! (par Mini Moni to Takahashi Ai + 4KIDS)
- 2002-12-04 : Mini Hams no Kekkon Song (en tant que Mini Hams)

Albums
- 2002-06-26 : Mini Moni Song Daihyakka Ichimaki
- 2003-02-19: Mini Moni Ja Movie: Okashi na Daiboken Original Soundtrack

Compilation
- 18 avril 2001 : Together! -Tanpopo, Petit, Mini, Yūko-

### Autres participations
Singles
- 8 mars 2000 : Aoi Sports Car no Otoko (avec Aoiro 7)
- 4 juillet 2001 : Summer Reggae! Rainbow (avec 7-nin Matsuri)
- 3 juillet 2002 : Shiawase Desu ka? (avec Sexy 8)
- 9 juillet 2003 : Be All Right! (avec 11 Water)
- 6 août 2003 : Iku ZYX! Fly High (avec ZYX)
- 20 août 2003 : Sexy Night ~Wasurerarenai Kare~ (avec ROMANS)
- 18 septembre 2003 : Hare Ame Nochi Suki (avec Morning Musume Sakura Gumi)
- 10 décembre 2003 : Shiroi Tokyo (avec ZYX)
- 25 février 2004 : Sakura Mankai (avec Morning Musume Sakura Gumi)
- 1er décembre 2004 : All for One & One for All! (avec H.P. All Stars
- 22 juin 2011 : Ai wa Katsu (avec Ganbarou Nippon Ai wa Katsu Singers)
- 15 février 2012 : Shining Butterfly (avec Dream Morning Musume)

Albums
- 10 juillet 2002 : Hawaiian de Kiku Morning Musume Single Collection (avec "Takagi Boo to Morning Musume, Coconuts Musume, etc")
- 21 mai 2003 : FS4 Folk Songs 4
- 20 avril 2011 : Dreams 1 (avec Dream Morning Musume)

(+ compilations diverses)

## Filmographie
Films
- 1998 : Morning Cop (モーニング刑事)
- 2000 : Pinch Runner (ピンチランナー)
- 2002 : Nama Tamago (ナマタマゴ)
- 2002 : Mini Moni ja Movie: Okashi na Daiboken!
- 2003 : Koinu Dan no Monogatari (子犬ダンの物語)
- 2006 : One Piece The Movie: Episode of Alabasta: The Desert Princess and the Pirates (ONE PIECE エピソードオブアラバスタ 砂漠の王女と海賊たち)
- 2010 : Hoshisuna no Shima no Chiisana Tenshi ~Mermaid Smile~ (星砂の島のちいさな天使～マーメイド　スマイル)

Séries TV
- 2003 : Kochira Hon Ikegami Sho (こちら本池上署)
- 2006 : Sentō no Musume! (銭湯の娘!) (rôle principal)
- 2006 : Gal Circle (ギャルサー)

## Divers
Émissions TV
- 2004 : Yaguchi Hitori Maru C (やぐちひとり(C) )
- 2005- : Quiz! Hexagon II (クイズ!ヘキサゴンII)
- 2006 : Kanrui! Jikuu Times  (感涙！時空タイムス)
- 2007 : MIDTOWN TV
- 2007 : Chao.TV
- 2009- : How to Monkey Baby! (How to モンキーベイビー！) (avec Hitori)
- 2010-2011 : Amai na! (あいまいナ!)
- 2010- : Go! Bungee Police (出動！バンジーP)
- 2011 : Zaki Kami! ~Zakiyama-san to Yukai na Nakamatachi~ (ザキ神っ！～ザキヤマさんとゆかいな仲間たち～)

comédies musicales et théâtres
- 2013 :  Ikinukukiseki ~Juunenme no Negai~ (イキヌクキセキ～十年目の願い～)

DVD
- 2006-11-22 : Alo Hello! Yaguchi Mari, Tsuji Nozomi DVD (Nozomi Tsuji)

Photobooks
- 2002-02-07 : Yaguchi (ヤグチ)
- 2003-06-xx : Love Hello! Yaguchi Mari Shashinshū (ラブハロ！矢口真里写真集)
- 2003-09-xx : Pocket Morning Musume (Vol.2) (ポケットモーニング娘。〈Vol.2)
- 2004-06-12 : Off

Livres
- 2003-10-10 : Oira - Mari Yaguchi First Essay (おいら―Mari Yaguchi First Essay)
- 2007-06-25 : Chicchai Yaguchi no Dekkai Anata ni Ai ni Iku no da!! (ちっちゃい矢口真里のでっかいあなたに会いに行くのだ)